# (10992) Veryuslaviya
(10992) Veryuslaviya – planetoida z pasa głównego asteroid okrążająca Słońce w ciągu 3 lat i 230 dni w średniej odległości 2,36 j.a. Została odkryta 19 września 1974 roku w Krymskim Obserwatorium Astrofizycznym w Naucznym na Krymie przez Ludmiłę Czernych. Nazwa planetoidy została utworzona z imion trzech członków z rodziny Czubenko: Wiery Ivanowny (ur. 1951) i jej synów Wiaczesława (ur. 1973), astronoma i pisarza oraz Jurija (ur. 1978), dziennikarza. Przed nadaniem nazwy planetoida nosiła oznaczenie tymczasowe (10992) 1974 SF.